# معركة النمارق
معركة النمارق معركة بين جيش المسلمين وجيش الفرس الساسانيين وقعت يوم 8 شعبان 13 هـ إبان خلافة عمر بن الخطاب وهي إحدى معارك الفتح الإسلامي لبلاد فارس وانتهت بانتصار ساحق للمسلمين.

## سياق المعركة
بعث أبو بكر الصديق خالد بن الوليد إلى الشام لنجدة قادة الفتح هناك حيث بلغت أنباء بوصول جحافل رومية بلغت 200 ألف مقاتل، وذهب قيادة الجيوش في العراق إلى المثنى بن حارثة. فارتفعت معنويات الجيش الفارسي وقويت عزائمهم على أجلاء المسلمين من بلاد العراق وبدأوا بتحريض السكان على الثورة على المسلمين وبث رستم الحماسة في قلوبهم حين أعلن أنه سيولي إمارة العراق لأول من يثور من أهلها وكان جابان هو أولهم. فقرأ المثنى بن حارثة وكان أمير المسلمين حينها أفكار المجوس وقرر سحب جيشه لأطراف العراق مما يلي نجد ليقترب من عاصمة الخلافة وذهب إلى المدينة يطلب المدد وأبلغ أبا بكر الصديق بالخبر لكن أبا بكر ما لبث أن توفي بعد أن عهد بالخلافة إلى عمر بن الخطاب. فندب عمر الناس للجهاد وظل يدعوهم أياما، بيد أنه لم يستجب سوى ألف رجل وكان أولهم أبو عبيد الثقفي فجعلهم تحت إمرته وأراد الفرس إرهاب أبي عبيد وبعث رستم جيشاً بقيادة جابان لقتال أبي عبيد فالتقى الطرفان في النمارق بين الحيرة والقادسية، وكان على خيل المسلمين المثنى بن حارثة، واعتمد أبو عبيد نظام الصاعقة لسد الفجوة بين الجيشين فهُزم الفرس، وولوا الأدبار وأسر جابان وافتدى نفسه بحيلة، وساروا إلى كسكر فلحقهم أبو عبيد، ثم هزمهم ثانية بعد أن جاءتهم قوة داعمة لنصرتهم، وفرّ الفرس إلى المدائن.